# 东诺伊尔
东诺伊尔（East Knoyle）是英国威爾特郡的一个村庄和民政教區，教区下还包括霍洛威（Holloway）、米尔顿（Milton）、格林（The Green）、安德希尔（Underhill）和厄普顿 （Upton）等村庄。
13世纪初，欣登在东诺伊尔教区东北部建立，19世纪后期成为一个独立的民政教区。1885年，珀特伍德南部地区并入东诺伊尔。